# Antonio Cantoni
Antonio Gaetano Cantoni (Faenza, 7 agosto 1709 – Ravenna, 2 novembre 1781) è stato un arcivescovo cattolico italiano.

## Biografia
Nacque a Faenza, figlio di Giovanni Battista e da Giuditta Cattoli, di origine nobile. Trascorse la sua infanzia nella città natale sotto l'egida di precettori locali. Recatosi a Bologna per studiare in un collegio, dovette ritornare a Faenza per le cure di una probabile tubercolosi.
A Parma, presso il Collegio dei nobili, studiò filosofia, letteratura e teologia. Si laureò in utroque iure alla Sapienza di Roma il 7 dicembre 1742, dove si era recato per dedicarsi alla vita ecclesiastica. Fu nominato e consacrato vescovo di Faenza, da papa Benedetto XIV che lo nominò al contempo Assistente al Soglio Pontificio. La carriera del vescovo Cantoni fu particolarmente influenzata dal pontefice che già nel 1741 lo aveva nominato Cameriere d'onore in abito paonazzo, per breve tempo, dopo gli incarichi svolti accanto al cardinale Giuseppe Livizzani.
Da vescovo seguì l'esempio di Carlo Borromeo, applicando le decisioni della curia romana e adoperandosi per la rivitalizzazione della diocesi nella sua integrità morale. Fu trasferito all'arcidiocesi di Ravenna, il 28 settembre 1767 da Clemente XIII. Dal 9 agosto 1776 al 21 maggio 1777 ricoprì l'incarico di vicario apostolico della diocesi di Comacchio, nominato da papa Pio VI.
Durante la sua carriera ecclesiastica fu assistente alla consacrazione dei cardinali Enrichetto Virginio Natta, Guido Calcagnini e Filippo Maria Pirelli.
Morì a Ravenna nel 1781.

## Genealogia episcopale e successione apostolica
La genealogia episcopale è:
- Cardinale Scipione Rebiba
- Cardinale Giulio Antonio Santori
- Cardinale Girolamo Bernerio, O.P.
- Arcivescovo Galeazzo Sanvitale
- Cardinale Ludovico Ludovisi
- Cardinale Luigi Caetani
- Cardinale Ulderico Carpegna
- Cardinale Paluzzo Paluzzi Altieri degli Albertoni
- Papa Benedetto XIII
- Papa Benedetto XIV
- Arcivescovo Antonio Cantoni

La successione apostolica è:
- Vescovo Gaetano Giannini (1775)